# 보스턴 와인 페스티벌
보스턴 와인 페스티벌(Boston Wine Festival)은 1989년 다니엘 브루스 셰프가 창설한 축제로, 매년 보스턴 하버 호텔에서 개최되며, 미국에서 가장 오랜 역사를 자랑하는 와인 및 음식 페어링 행사 중 하나이다. 3개월 반 동안 매주 다양한 행사가 진행되는 보스턴 와인 페스티벌은 2009년 1월 20주년을 맞이했다. 20년이 넘는 역사를 자랑하는 이 페스티벌에서 7만 5천 병이 넘는 와인이 출시되었으며, 브루스 셰프는 단 한 번도 동일한 메뉴를 선보인 적이 없다. 750회의 저녁 식사와 3천 가지의 다양한 요리가 제공되었다.

## 역사
브루스 셰프는 매 보스턴 와인 페스티벌 행사마다 와인 메이커들을 초대하여 최고급 와인을 선보인다. 그는 제공되는 와인과 어울리는 특별한 멀티 코스 요리를 준비한다. 그는 1989년부터 보스턴 하버 호텔의 총주방장으로 재직해 왔다. 호텔 경영을 맡기 전에는 뉴욕시 21 클럽의 총주방장을 역임했으며, 당시 그는 레스토랑 역사상 최연소 총주방장이었다. 2009년 이 역사적인 해에 참여한 와이너리로는 케이머스, 셰이퍼, 실버 오크, 샤토 파머 등이 있다. 브루스 셰프는 이 축제를 뉴올리언스의 메종 뒤퓌(Maison Dupuy)로 확장하여 프렌치 쿼터 와인 페스티벌(French Quarter Wine Festival)을 개최했다. 2010년에는 워싱턴 D.C. 엠버시 로우의 페어팩스 호텔에서 캐피털 와인 페스티벌(Capital Wine Festival)을, 캘리포니아주 버클리의 클레어몬트 호텔 클럽 앤 스파에서는 버클리 와인 페스티벌(Berkeley Wine Festival)을 개최했다.